# Puchar Portugalii w piłce siatkowej mężczyzn (2024/2025)
Puchar Portugalii w piłce siatkowej mężczyzn 2024/2025 (port. Taça de Portugal de Voleibol Masculino 2024/2025) – 61. edycja rozgrywek o siatkarski Puchar Portugalii zorganizowana przez Portugalski Związek Piłki Siatkowej (port. Federação Portuguesa de Voleibol, FPV). Rozpoczęła się 10 listopada 2024 roku.
W Pucharze Portugalii uczestniczyło 25 drużyn. Rozgrywki składały się z dwóch rund eliminacyjnych, 1/8 finału, ćwierćfinałów oraz turnieju finałowego. We wszystkich rundach obowiązywał system pucharowy, a o awansie decydował jeden mecz.
Turniej finałowy odbył się w dniach 8-9 marca 2025 roku w Nave Prof. Costa Pereira w Centro de Desportos e Congressos w Senhora da Hora (gmina Matosinhos). W ramach turnieju finałowego rozegrano półfinały i finał.
Po raz 21. Puchar Portugalii zdobył klub SL Benfica, który w finale pokonał Leixões SC/Mercainox.

## System rozgrywek
Rozgrywki o Puchar Portugalii w sezonie 2024/2025 składały się z dwóch rund eliminacyjnych, 1/8 finału, ćwierćfinałów oraz turnieju finałowego, w ramach którego rozegrano półfinały i finał. We wszystkich rundach obowiązywał system pucharowy, a o awansie decydował jeden mecz. Przed każdą rundą odbywało się losowanie wyłaniające pary. Losowanie I i II rundy eliminacyjnej przeprowadzono 24 października, 1/8 finału – 13 grudnia, ćwierćfinałów – 15 stycznia, natomiast półfinałów – 19 lutego.
W rundach eliminacyjnych brały udział drużyny z II i III Divisão. Zespoły z najwyższej klasy rozgrywkowej – Ligi Una Seguros – oraz przedstawiciel regionu autonomicznego Madery uczestniczyli w rozgrywkach od 1/8 finału. Zwycięzca finału zdobył Puchar Portugalii.

## Drużyny uczestniczące
W Pucharze Portugalii w sezonie 2024/2025 uczestniczyło 25 drużyn: 12 z Ligi Una Seguros, 11 z II Divisão oraz 2 z III Divisão.
| Liga Una Seguros (12 drużyn)   | Liga Una Seguros (12 drużyn) |
| ------------------------------ | ---------------------------- |
| AA Espinho                     | ćwierćfinał                  |
| AA São Mamede                  | 1/8 finału                   |
| AJ Fonte Bastardo              | 1/8 finału                   |
| Ala de Nun'Álvares de Gondomar | półfinał                     |
| CA Madalena                    | 1/8 finału                   |
| Castêlo da Maia GC             | półfinał                     |
| Leixões SC/Mercainox           | finał                        |
| SC Espinho                     | ćwierćfinał                  |
| SL Benfica                     | zwycięstwo                   |
| Sporting CP                    | ćwierćfinał                  |
| VC Viana/Casa Peixoto/IPVC     | 1/8 finału                   |
| Vitória SC                     | ćwierćfinał                  |

| II Divisão (11 drużyn)       | II Divisão (11 drużyn) |
| ---------------------------- | ---------------------- |
| Associação Ruínas VC         | 1/8 finału             |
| Centro de Voleibol de Lisboa | I runda                |
| CN Ginástica                 | I runda                |
| CV Oeiras Valley             | II runda               |
| Esmoriz GC                   | 1/8 finału             |
| GC Santo Tirso               | I runda                |
| GC Vilacondense              | I runda                |
| GDC Gueifães                 | 1/8 finału             |
| SC Caldas                    | II runda               |
| VC Braga                     | I runda                |
| Region Autonomiczny Madery   |                        |
| CD EBS Santa Cruz            | 1/8 finału             |

| III Divisão (2 drużyny) | III Divisão (2 drużyny) |
| ----------------------- | ----------------------- |
| Famões CA               | II runda                |
| SO Marinhense           | I runda                 |

## Rozgrywki
Godziny podano według strefy czasowej UTC±0.

### I runda eliminacyjna
| 10 listopada 202417:00 Źródło: | GC Santo Tirso | 0:3(22:25, 20:25, 24:26) | GDC Gueifães | Complexo Manuel Calém, Santo Tirso Sędzia: Rui Pinto Santos i Miguel Correia |
| 10 listopada 202417:00 Źródło: |                | 0:3(22:25, 20:25, 24:26) |              | Complexo Manuel Calém, Santo Tirso Sędzia: Rui Pinto Santos i Miguel Correia |

| 10 listopada 202417:00 Źródło: | VC Braga | 2:3(20:25, 25:20, 23:25, 25:19, 12:15) | Famões CA | Pavilhão Municipal, Merelim (São Paio) Sędzia: José Barbosa i Helder Lainho |
| 10 listopada 202417:00 Źródło: |          | 2:3(20:25, 25:20, 23:25, 25:19, 12:15) |           | Pavilhão Municipal, Merelim (São Paio) Sędzia: José Barbosa i Helder Lainho |

| 10 listopada 202417:30 Źródło: | Associação Ruínas VC | 3:1(25:14, 25:18, 14:25, 25:18) | SO Marinhense | Pavilhão Municipal, Condeixa-a-Nova Widzów: 60 Sędzia: Patricia Gomes i Joana Brito |
| 10 listopada 202417:30 Źródło: |                      | 3:1(25:14, 25:18, 14:25, 25:18) |               | Pavilhão Municipal, Condeixa-a-Nova Widzów: 60 Sędzia: Patricia Gomes i Joana Brito |

| 10 listopada 202419:00 Źródło: | Centro de Voleibol de Lisboa | 0:3(22:25, 8:25, 19:25) | CV Oeiras Valley | Escola Sophia de Mello Breyner, Amadora Sędzia: Mauricio Freitas i André Correia |
| 10 listopada 202419:00 Źródło: |                              | 0:3(22:25, 8:25, 19:25) |                  | Escola Sophia de Mello Breyner, Amadora Sędzia: Mauricio Freitas i André Correia |

| 10 listopada 202416:00 Źródło: | SC Caldas | 3:1(22:25, 25:17, 27:25, 25:17) | CN Ginástica | Pavilhão Rainha D. Leonor, Caldas da Rainha Widzów: 100 Sędzia: Rui Reis i Jorge Reis |
| 10 listopada 202416:00 Źródło: |           | 3:1(22:25, 25:17, 27:25, 25:17) |              | Pavilhão Rainha D. Leonor, Caldas da Rainha Widzów: 100 Sędzia: Rui Reis i Jorge Reis |

| 10 listopada 202417:00 Źródło: | GC Vilacondense | 0:3(20:25, 21:25, 22:25) | Esmoriz GC | Pavilhão do Parque de Jogos, Vila do Conde Sędzia: Rui Carvalho i Ricardo Bragança |
| 10 listopada 202417:00 Źródło: |                 | 0:3(20:25, 21:25, 22:25) |            | Pavilhão do Parque de Jogos, Vila do Conde Sędzia: Rui Carvalho i Ricardo Bragança |

### II runda eliminacyjna
| 8 grudnia 202417:00 Źródło: | GDC Gueifães | 3:0(25:16, 25:21, 25:17) | Famões CA | Pavilhão Municipal de Gueifães, Maia Sędzia: Nuno Cunha i Fernando Garcez |
| 8 grudnia 202417:00 Źródło: |              | 3:0(25:16, 25:21, 25:17) |           | Pavilhão Municipal de Gueifães, Maia Sędzia: Nuno Cunha i Fernando Garcez |

| 8 grudnia 202416:00 Źródło: | Associação Ruínas VC | 3:0(25:20, 25:21, 25:23) | CV Oeiras Valley | Pavilhão Municipal, Condeixa-a-Nova Widzów: 40 Sędzia: Patricia Gomes i Ricardo Miranda |
| 8 grudnia 202416:00 Źródło: |                      | 3:0(25:20, 25:21, 25:23) |                  | Pavilhão Municipal, Condeixa-a-Nova Widzów: 40 Sędzia: Patricia Gomes i Ricardo Miranda |

| 8 grudnia 202416:00 Źródło: | SC Caldas | 2:3(24:26, 21:25, 25:14, 25:21, 11:15) | Esmoriz GC | Pavilhão Rainha D. Leonor, Caldas da Rainha Widzów: 70 Sędzia: Alexandre Ribeiro i Rui Reis |
| 8 grudnia 202416:00 Źródło: |           | 2:3(24:26, 21:25, 25:14, 25:21, 11:15) |            | Pavilhão Rainha D. Leonor, Caldas da Rainha Widzów: 70 Sędzia: Alexandre Ribeiro i Rui Reis |

### 1/8 finału
| 12 stycznia 202516:00 Źródło: | Esmoriz GC | 0:3(14:25, 16:25, 19:25) | Castêlo da Maia GC | Pavilhão do Esmoriz GC, Esmoriz Widzów: 88 Sędzia: Miguel Correia i Daniel Silva |
| 12 stycznia 202516:00 Źródło: |            | 0:3(14:25, 16:25, 19:25) |                    | Pavilhão do Esmoriz GC, Esmoriz Widzów: 88 Sędzia: Miguel Correia i Daniel Silva |

| 12 stycznia 202516:00 Źródło: | SC Espinho | 3:1(23:25, 25:19, 25:13, 25:20) | Associação Ruínas VC | Arena Tigre, Espinho Sędzia: Hugo Oliveira i Filipa Fernandes |
| 12 stycznia 202516:00 Źródło: |            | 3:1(23:25, 25:19, 25:13, 25:20) |                      | Arena Tigre, Espinho Sędzia: Hugo Oliveira i Filipa Fernandes |

| 12 stycznia 202518:30 Źródło: | Vitória SC | 3:1(27:25, 25:16, 18:25, 25:22) | AA São Mamede | Pavilhão Unidade Vimaranense, Guimarães Widzów: 183 Sędzia: Raquel Portela i Susana Rodrigues |
| 12 stycznia 202518:30 Źródło: |            | 3:1(27:25, 25:16, 18:25, 25:22) |               | Pavilhão Unidade Vimaranense, Guimarães Widzów: 183 Sędzia: Raquel Portela i Susana Rodrigues |

| 19 stycznia 202515:00 Źródło: | Ala de Nun'Álvares de Gondomar | 3:0(25:18, 25:20, 25:20) | CA Madalena | Pavilhão Ala de Nun'Álvares, Gondomar Widzów: 120 Sędzia: Nuno Maia i Filipa Araújo |
| 19 stycznia 202515:00 Źródło: |                                | 3:0(25:18, 25:20, 25:20) |             | Pavilhão Ala de Nun'Álvares, Gondomar Widzów: 120 Sędzia: Nuno Maia i Filipa Araújo |

| 19 stycznia 202516:00 Źródło: | GDC Gueifães | 0:3(17:25, 13:25, 16:25) | Sporting CP | Pavilhão Municipal de Gueifães, Maia Widzów: 400 Sędzia: Helder Lainho i Nuno Cunha |
| 19 stycznia 202516:00 Źródło: |              | 0:3(17:25, 13:25, 16:25) |             | Pavilhão Municipal de Gueifães, Maia Widzów: 400 Sędzia: Helder Lainho i Nuno Cunha |

| 12 stycznia 202516:00 Źródło: | SL Benfica | 3:0(25:18, 27:25, 26:24) | VC Viana/Casa Peixoto/IPVC | Pavilhão da Luz Nº 2, Lizbona Widzów: 447 Sędzia: Sandra Deveza i Maria Ferreira |
| 12 stycznia 202516:00 Źródło: |            | 3:0(25:18, 27:25, 26:24) |                            | Pavilhão da Luz Nº 2, Lizbona Widzów: 447 Sędzia: Sandra Deveza i Maria Ferreira |

| 15 stycznia 202520:30 Źródło: | AA Espinho | 3:0(25:23, 25:17, 25:15) | AJ Fonte Bastardo | Pavilhão Jerónimo Reis, Espinho Widzów: 50 Sędzia: Rui Carvalho i Nuno Maia |
| 15 stycznia 202520:30 Źródło: |            | 3:0(25:23, 25:17, 25:15) |                   | Pavilhão Jerónimo Reis, Espinho Widzów: 50 Sędzia: Rui Carvalho i Nuno Maia |

| 12 stycznia 202514:30 Źródło: | Leixões SC/Mercainox | 3:0(25:22, 25:10, 25:11) | CD EBS Santa Cruz | Nave Ilidio Ramos, Senhora da Hora Widzów: 53 Sędzia: Paulo Gavina i Pedro Gonçalves |
| 12 stycznia 202514:30 Źródło: |                      | 3:0(25:22, 25:10, 25:11) |                   | Nave Ilidio Ramos, Senhora da Hora Widzów: 53 Sędzia: Paulo Gavina i Pedro Gonçalves |

### Ćwierćfinały
| 16 lutego 202516:00 Źródło: | SC Espinho | 1:3(25:19, 15:25, 25:27, 19:25) | Castêlo da Maia GC | Arena Tigre, Espinho Widzów: 298 Sędzia: Nuno Teixeira i José Caramez |
| 16 lutego 202516:00 Źródło: |            | 1:3(25:19, 15:25, 25:27, 19:25) |                    | Arena Tigre, Espinho Widzów: 298 Sędzia: Nuno Teixeira i José Caramez |

| 16 lutego 202517:00 Źródło: | Ala de Nun'Álvares de Gondomar | 3:0(25:17, 26:24, 25:19) | Vitória SC | Pavilhão Ala de Nun'Álvares, Gondomar Widzów: 300 Sędzia: Rui Carvalho i Helder Lainho |
| 16 lutego 202517:00 Źródło: |                                | 3:0(25:17, 26:24, 25:19) |            | Pavilhão Ala de Nun'Álvares, Gondomar Widzów: 300 Sędzia: Rui Carvalho i Helder Lainho |

| 19 lutego 202518:00 Źródło: | SL Benfica | 3:0(25:12, 25:23, 25:15) | AA Espinho | Pavilhão da Luz Nº 2, Lizbona Widzów: 203 Sędzia: Sandra Deveza i Sérgio Pereira |
| 19 lutego 202518:00 Źródło: |            | 3:0(25:12, 25:23, 25:15) |            | Pavilhão da Luz Nº 2, Lizbona Widzów: 203 Sędzia: Sandra Deveza i Sérgio Pereira |

| 16 lutego 202518:00 Źródło: | Leixões SC/Mercainox | 3:2(25:16, 28:26, 21:25, 22:25, 15:11) | Sporting CP | Nave Ilidio Ramos, Senhora da Hora Widzów: 351 Sędzia: Nuno Maia i Miguel Correia |
| 16 lutego 202518:00 Źródło: |                      | 3:2(25:16, 28:26, 21:25, 22:25, 15:11) |             | Nave Ilidio Ramos, Senhora da Hora Widzów: 351 Sędzia: Nuno Maia i Miguel Correia |

### Półfinały
| 8 marca 202515:00 Źródło: | Castêlo da Maia GC | 2:3(21:25, 25:22, 21:25, 25:21, 16:18) | Leixões SC/Mercainox | Nave Costa Pereira, Senhora da Hora Widzów: 1814 Sędzia: Ricardo Ferreira i Luis Meireles |
| 8 marca 202515:00 Źródło: |                    | 2:3(21:25, 25:22, 21:25, 25:21, 16:18) |                      | Nave Costa Pereira, Senhora da Hora Widzów: 1814 Sędzia: Ricardo Ferreira i Luis Meireles |

| 8 marca 202518:00 Źródło: | Ala de Nun'Álvares de Gondomar | 0:3(18:25, 20:25, 12:25) | SL Benfica | Nave Costa Pereira, Senhora da Hora Widzów: 488 Sędzia: Nuno Teixeira i Rui Oliveira |
| 8 marca 202518:00 Źródło: |                                | 0:3(18:25, 20:25, 12:25) |            | Nave Costa Pereira, Senhora da Hora Widzów: 488 Sędzia: Nuno Teixeira i Rui Oliveira |

### Finał
| 9 marca 202517:00 Źródło: | Leixões SC/Mercainox | 0:3(22:25, 25:27, 19:25) | SL Benfica | Nave Costa Pereira, Senhora da Hora Widzów: 2512 Sędzia: Sofia Costa i Rui Carvalho |
| 9 marca 202517:00 Źródło: |                      | 0:3(22:25, 25:27, 19:25) |            | Nave Costa Pereira, Senhora da Hora Widzów: 2512 Sędzia: Sofia Costa i Rui Carvalho |